# Майк Костюк
Майкл А. Костюк (нар. 1 серпня 1919 – 26 липня 2015) — канадський гравець у американський футбол, нападник у Національній футбольній лізі (НФЛ).

## Особисте життя
Костюк народився в Кридорі, Саскачеван, Канада, в родині українців.    Він переїхав зі своєю родиною до Сполучених Штатів, у віці 5 років, і ріс у Гемтремку, штат Мічиган. Помер від серцевої недостатності у 2015 році в Стерлінг-Гайтс, штат Мічиган.  На момент смерті він був найстарішим живим гравцем «Детройтських левів». 

## Футбол
У 1934–1937 роках Костюк навчався в середній школі Гемтремку, де в 1935 і 1936 роках виступав у Олл-Сіті. У 1937–1940 роках отримав футбольну стипендію в Детройт Тех.  У 1939 році він отримав місце в Малій загальноамериканській команді з американського футболу. Гравці цієї елітної команди були обрані з коледжів класу B по всій країні. Він залишив Detroit Tech у 1941 році. Після чого доєднався до Cleveland Rams.  У 1942 році він пішов до армії Сполучених Штатів вже там продовживши свою футбольну кар'єру, увійшовши до команди всіх зірок збройних сил у 1943 році. 
Після відходу з армії у 1945 році він підписав контракт з «Детройт Лайонс». У 1946 році він приєднався до «Баффало Бізонс». Загалом він грав сім ігор Національної футбольної ліги за «Детройт Лайонс», дві гри Всеамериканської футбольної конференції за «Баффало Бізонс» і одну з «Клівленд Ремс». 6 листопада 1986 року його внесли до Зали слави середньої школи Гемтремк.